# Роуз Сити (Тексас)
Роуз Сити (енгл. Rose City) град је у америчкој савезној држави Тексас. По попису становништва из 2010. у њему је живело 502 становника.

## Демографија
Према попису становништва из 2010. у граду је живело 502 становника, што је 17 (3,3%) становника мање него 2000. године.
| Група             | 2000.       | 2010.       |
| Белци             | 444 (85,5%) | 418 (83,3%) |
| Афроамериканци    | 0 (0,0%)    | 4 (0,8%)    |
| Азијати           | 6 (1,2%)    | 0 (0,0%)    |
| Хиспаноамериканци | 54 (10,4%)  | 71 (14,1%)  |
| Укупно            | 519         | 502         |